# PageDefrag
PageDefrag es un programa, desarrollado por Sysinternals (ahora distribuido por Microsoft), para Microsoft Windows que corre en el arranque de Windows para desfragmentar el archivo de paginación de la memoria virtual y los archivos del registro.
Si estos archivos están desfragmentados, esto puede mejorar desempeño. Puesto que PageDefrag solamente afecta a un pequeño número de archivos, tarda un relativamente breve período en correr comparado a los desfragmentadores del disco entero como Windows Defrag, siempre y cuando el archivo de paginación no está fragmentado. Si lo está, PageDefrag puede tardar tanto como Windows Defrag, o aún más.
PageDefrag no desfragmentará el contenido de los archivos del registro, solamente el lugar de estos archivos en la unidad de disco. Numerosas otras utilidades, como NTREGOPT, examinan el contenido del registro para optimizarlo.
PageDefrag corre en Windows NT 4.0, Windows 2000, Windows XP, y Windows Server 2003. Aunque el sitio Web dice erróneamente "corre en Windows XP (32-bit) y más alto (32-bit), Windows Server 2003 (32-bit) más alto (32-bit)", la herramienta no corre con éxito en Windows Vista, Windows 7, Windows 10 o el Server 2008 y no puede desfragmentar el archivo de paginación en estas plataformas. Sin embargo, todavía puede desfragmentar los hives del registro tanto en estas versiones de Windows como en las anteriores.